# 杉原たく哉
杉原 たく哉（すぎはら たくや、1954年12月20日 - 2016年5月31日）は日本の美術史家。早稲田大学講師。中国古代美術史専攻。

## 略歴
1954年（昭和29年）、東京生まれ。東京都立小石川高等学校を経て、1989年、早稲田大学大学院文学研究科東洋美術専攻博士課程修了。早稲田大学文学部助手を経て、現在は講師。専門は中国古代美術史だが、専門の枠にとらわれず、日中のさまざまな図像を比較芸術の視点から幅広く研究している。天狗や北斗七星にまつわる信仰等の民間伝承に関する造詣も深い。

## 年表
- 1992年、杉原篤子との共同執筆論文「柳橋図屏風と橋姫伝承」が、『古美術』100号記念研究論文佳作賞を受賞。
- 2011年2月、中央大学の多摩探検隊「高尾山の天狗伝説を追う」（第82回）の製作に協力[3]。

## 著書

### 単著
- 『中華図像遊覧』大修館書店、2000年 ISBN 978-4-469-23212-7
- 『いま見ても新しい 古代中国の造形』小学館、2001年 ISBN 978-4-09-607011-6
- 『しあわせ絵あわせ音あわせ』日本放送協会、2006年 ISBN 978-4-14-081095-8
- 『天狗はどこから来たか』大修館書店、2007年 ISBN 978-4-469-23303-2
- 遺著『アジア図像探検』武田雅哉監修、杉原篤子編、集広舎、2020年 ISBN 978-4-904213-92-6

### 共著
- 『象徴図像研究 -- 動物と象徴』言叢社、2006年 ISBN 978-4-86209-007-2
- 『妖怪文化の伝統と創造』せりか書房、2010年 ISBN 978-4-7967-0297-3
- 『金鯱叢書』第37輯、徳川黎明会、2011年4月 ISBN 978-4-7842-1573-7
- 『尾陽―徳川美術館論集』第7号、徳川黎明会、2011年5月 ISBN 978-4-7842-1577-5

### 論文
- 「七星剣の図様とその思想--法隆寺・四天王寺・正倉院所蔵の三剣をめぐって」（早稲田大学美術史研究会『美術史研究』第21巻、1984年）
- 「銅雀硯考」（早稲田大学美術史研究会『美術史研究』第24巻、1986年）
- 「柳橋図屏風と橋姫伝承」（三彩社『古美術』第104号、1992年）
- 「狩野山雪筆歴聖大儒像について」（早稲田大学美術史研究会『美術史研究』第30巻、1992年）
- 「七星剣--北斗の呪力」（大修館書店『月刊しにか』1996年10月号）
- 「聖賢図の系譜--背を向けた肖像をめぐって」（早稲田大学美術史研究会『美術史研究』第36巻、1998年）
- 「『唐獅子牡丹』の話」（大修館書店『月刊しにか』1999年9月号）
- 「『三国志』の図像学」（里文出版『文人の眼』2002年10月号）
- 「画像石が語る『史記』の世界--古代中国の生活と思想」（里文出版『文人の眼』2003年3月号）